# 性悖軌法
性悖軌法（英語：Sodomy law）是一种把特定性行为定位為性犯罪的法律。此类性行为通常指肛交，有时其定义会被扩大到不能生殖的性行為，如自慰、口交等等。根据威廉·布莱克斯通的《英国法释义》，性悖軌法被限定为“違抗自然法的可惡罪行”（abominable and detestable crime against nature）或一些类似的描述性用词。这种模糊不清的用語定义，使各種特定行为都能以這種名目納入懲處範圍之中。一些中世紀基督教神學家把男上女下位以外的性交姿勢，基督徒和異教徒（猶太人、穆斯林）的性交行為，都視為違反自然法的性行為（Sodomy）。
就其用词的定义而言，虽然这些法律的对象普遍适用于同性恋或异性恋，但是它往往被用来针对同性恋者。在美国一些州过去的性悖轨法之中，这些法律所描述的行为被具体化和并在法律中注以严格的定义，并只用来禁止同性间的行为，有時女同性恋也在性悖軌法的范围内，但是一般性悖軌法仍然是專門用来针对男同性恋的。美國的性悖軌法已經在2003年的勞倫斯控告德克薩斯州案中被宣布無效。

## 概況
由於宗教的緣故，过去西方文明大多把同性性行為視爲犯罪。在英國，亨利八世于1533年第一次引入了懲處同性性行為的性悖軌法，對其最高處罰可以是絞刑。但是隨著西方社會對同性戀的同理與對多元文化的寬容，性悖軌法已經逐漸被各個國家廢止。
但是並不是所有的國家都跟隨這個步伐。在有的國家，同性性行為仍然被視爲嚴厲罪行。最極端的例子是，在毛里塔尼亚、伊朗、尼日利亚、巴基斯坦、也门、苏丹共和国、阿拉伯联合酋长国和沙特阿拉伯，同性性行为會被判處死刑。此外，諸如監禁到罰款等處罰在孟加拉、不丹、圭亞那、尼泊爾、马来西亚和烏干達仍然存在。

## 名稱由來

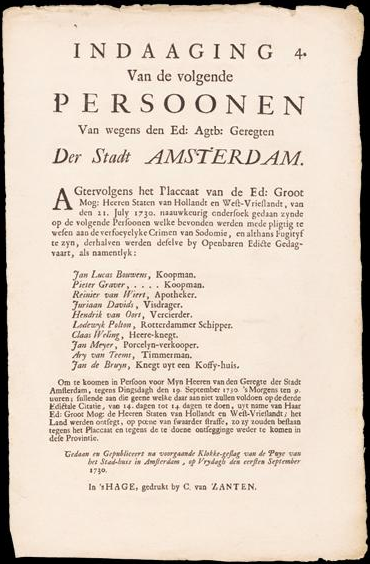
一張十七世紀的通緝令，十名男性遭阿姆斯特丹當局以所多瑪之罪的罪名通緝

英语中 sodomy 一词（性悖軌，或音译为所多瑪）指中世紀基督教神學中非屬於神學自然法規範的性行為，一般指男性与男性之间的肛交行为。也可能指女性与女性之间的性行为，男性与女性之间的口交、肛交行为。廣義來說，凡是人類非生殖性的性行為（non-coital sexual acts），包括自慰、互相手淫、口交、肛交、避孕、人和動物的性行為等都包含在內。

### 語源

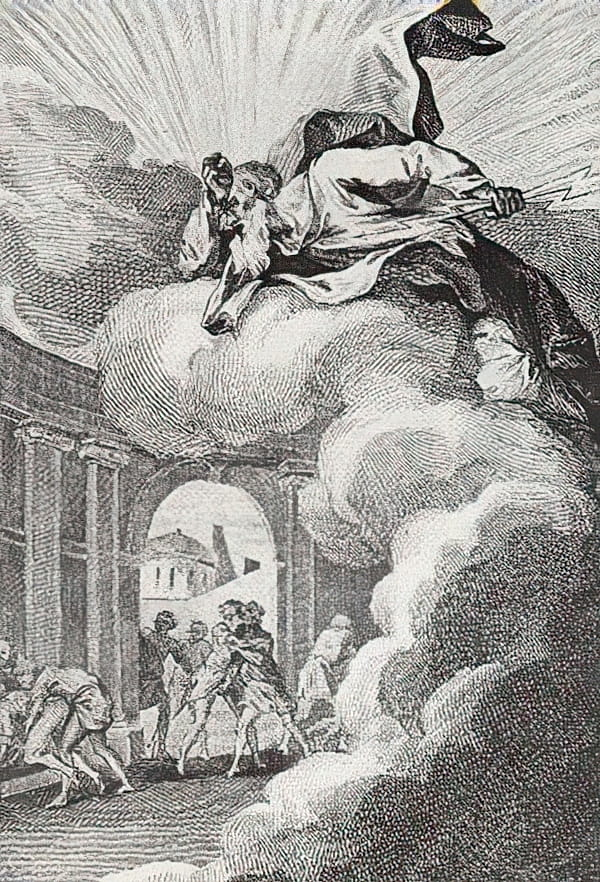
所多玛城招致耶和華的怒氣（1781）

一词来源于《創世記》中所多瑪與蛾摩拉的故事。
这个词是由彼得·达米安在11世纪创造，用来取代《聖經》中的“sin of Sodom”， 彼得最初把手淫行为也包括在这个词的范围内。
“sin of Sodom”來自於《圣经》创世纪第18、19章中耶和華和亞伯拉罕的故事。耶和華认为所多瑪與蛾摩拉（Sodom and Gomorrah，是古代巴勒斯坦的城市）被道德败坏且罪恶深重的人群占据，所以，耶和華告诉亚伯拉罕他要毁掉这两个城市。亚伯拉罕替居住在两个城市的人求情，最后耶和華同意，如果能在城市里找到10个清白的人，他就宽恕整个城市。于是，耶和華派了两个天使去考察所多玛，他们受到所多玛最后一个清白的人、亞伯拉罕的小舅羅得的热情款待。可是在天使要睡觉的时候，所多玛的居民围住了羅得的房子，要求和羅得的“客人”发生性关系。
根據今日歷史學家的考證，過去在新月沃土的居民有對敵軍的俘虜进行強姦的行为，以表示自己把對方打敗的意思。羅得為兩位天使求情，並提議把兩個仍然是处女的女兒任這些人淫辱，但被居民拒絕。於是天使们施法让这些人看不见，但居民摸着黑试图闯进屋里来。于是天使让羅得和他的家人离开了这座城市，然后毁了它。
现代神学家用不同的方式解释圣经，例如將其罪行歸之於所多瑪與蛾摩拉的居民對天使（客人）有強姦企圖，以及喪失「待客之道」。不过伯多祿·達彌盎认为是因为“男性间的性欲望”（中世紀的基督教神學認為性行為若不用於生育，包括口交、手淫等，不合乎耶和華對人類的性規定），致使耶和華毁掉了那两个城市。

## 各国或地区的情况

### 英国
英国历史上也有类似的法律，通常解释为两个男性间的肛交或一男一女间的肛交。在1533年被定义为严重罪行。1885年，英国国会颁布了所谓的《拉布谢尔修正案》，禁止两个男性间的“严重不当行为”。这是一个广泛的包含了几乎所有男性同性恋行为的定义。就是在这个法律下，劇作家奥斯卡·王尔德、計算機之父艾倫·圖靈被定罪及拘捕。1967年，两个男性间的性行为在没有其他人在场的情况下，在英国被认可是合法的。之后在苏格兰、北爱尔兰也通过了同样的条款。

### 澳大利亚
在1788年殖民地成立时，澳洲继承了英国法律。包括1533年的性悖轨法。这些法律在19世纪各殖民地，以及联邦成立以后的各殖民地、州议会开始自行制定刑法之后也保留了下来。
在评估男同性恋者的沃尔芬登报告发表以后，工党邓斯坦政府于1972年在南澳州提出了“同意成人私下之间”的辩护理由。这一理由最初是在莫瑞·霍尔在一个议案中提出的，而该议案也最终在1975年废除了南澳州的性悖轨法。在20世纪70年代，反道德迫害运动成功的提升了澳洲同性恋社群在公众心中的形象与接受度，而其他各州也在1976年至1990年间先后废除了自己的性悖轨法。然而，塔斯马尼亚直到1997年澳洲联邦政府和联合国人权理事会施压的情况下才最终废除了本州的性悖轨法。
在南澳州废除性悖轨法之后，澳洲首都特区于1976年、维多利亚州于1981年以及诺福克岛于1993年都废除了性悖轨法。与南澳州一样，这些州在废除性悖轨法的同时，也都给予了任意性别人士之间的肛交以和其他性行为平等的法律规定（包括同意年龄、反强奸等等）。西澳洲于1989年通过了1989年法律改革（肛交去罪化）法案废除了性悖轨法。新南威尔士州与北领地也在1984年进行了类似的修法对肛交进行了去罪化。然而，在修法之时，这些州对于肛交的同意年龄是不与其他性行为平等的。新南威尔士州和北领地将同意年龄定位18岁，而西澳洲将同意年龄定位了21岁。之后，从1997年开始，这些州开始倾向修改法律使同意年龄变得平等。西澳洲于2002年修改了这样的法律，而新南威尔士和北领地则在2003年修改了这样的法律。而塔斯马尼亚则在1997年图能诉澳大利亚案和特鲁姆诉塔斯马尼亚案之后成为了最后一个废除性悖轨法的澳洲司法辖区（然而，值得注意的是，塔斯马尼亚在2004年2003关系法案生效之后成为了第一个承认同性伴侣关系的澳洲司法辖区）。在2016年，昆士兰也终于修改法律，将肛交的同意年龄从18岁降低至平等的16岁，成为了澳洲最后一个将同意年龄平等化的司法辖区。

### 加拿大
1859年以前，加拿大省执行英国的性悖轨法。1859年，加拿大省自行制定了成文的性悖轨法并将肛交是做一种可能被处以死刑的罪行。对肛交的死刑惩罚一直持续到1869年。当时，作为一个对加拿大新政治体制下刑法的大修编，一个针对男同性恋性行为的法律（总猥亵罪）通过了。对《加拿大刑法》在1948年和1961年的几次修订将男同性恋者标签化为“罪恶的性变态”和“危险的性犯罪者”。 这些标签使得对肛交行为判罚终身监禁变得可能。其中最著名的便是一名男同性恋者乔治·卡利伯，他被法庭判定为一名“危险的性犯罪者”并被处以终身监禁。即使后来对加拿大联邦最高法院的上诉也驳回了他的请求。他于1971年被释放。
肛交在1969年6月27日，《1968-69年刑法修正案》 (Bill C-150)获得御准并生效后被除罪化。“性悖轨罪”和“总猥亵罪”仍然有效，但此法案排除了在结婚夫妇，以及所有21岁以上不分性取向的两名自愿成人之间进行的行为。这一法案在1967年由皮埃尔·特鲁多（当时是加拿大司法部长和总检察长，后成为加拿大总理）在下议院提出，他發表了著名的評論，說道：「國家在人民的房間中沒有任何存在的空間。」
在1987年，刑法删除了“总猥亵罪”、将“性悖轨罪”改为“肛交罪”并将排除的年龄限制从21岁降低到了18岁。刑法的第159条仍然视肛交为罪行，但排除结婚的配偶，以及任何两名18岁一样自愿的成人（只要没有第三人在场）。 
之后的判例法认为，159条是违宪的。也就是说，任何两个同意年龄（加拿大为16岁）之上的成人之间的肛交行为都是合法的。在1996年安大略省上訴法院的案件“R. v. M. (C.)”中，法官判定，根据加拿大权利与自由宪章第15条，这一仅对于特定年龄和婚姻状态的人士进行豁免的法律是对性取向的歧视并且违宪的。魁北克上诉法院在1998年的案件“R. v. Roy”也做出了相似的判决在2002年一个针对有三人进行的肛交的判例中，阿尔伯塔省女王法院判定159条应被完全废除，包括其中禁止多于两人进行肛交的部分。
新民主党国会议员乔·克马尔廷于2007年和2011年两次提出私人议案，要求删除刑法的159条，然而这两个议案都没有通过一读审议。
在2016年11月15日，加拿大司法部长王州迪提出了一个议案来废除刑法的第159条。

### 中國大陸
自1997年刑法修订废除流氓罪后，法律不再认定成年同性合意、不以營利为目的、不在公共场所进行的、不故意传播性病的性行为为违法行为。

### 香港
過往，無論任何人在香港任何地方只要進行粗獷性行為(雞姦)，即已觸犯刑事罪行，任何人只要向警署報案，警方就可以拘捕進行者。自從後來香港政府推動把同性性行為非刑事化後，基本上21歲或以上的成年人在自願的情況下進行肛交並不違法。不過同性肛交和異性肛交的條例有所不同：據香港《刑事罪行條例》第118C條 （页面存档备份，存于）及第118F條，兩個男性需年滿21歲外，亦需在私下才可進行同性肛交，且倘若只要有一方低於21歲，雙方包括未成年的一方皆違法並可被判終身監禁；第118D條 （页面存档备份，存于）則只規定男性與年滿16歲的女性進行異性肛交並不違法，並無如前者般私下與否等的規定。有同性戀團體要求跟隨保護未成年少女條例，將同性肛交合法年齡同樣降至16歲。
2005年8月24日，高等法院法官夏正民在一名香港市民William Roy Leung提出的司法覆核中，判處全部四條（第118C條、第118F條、第118H條及 第118J條）有關禁止16歲至20歲男同性戀肛交與必須私下進行的規定違反《香港基本法》及《人權法》 〔Radio Free Asia、大公報〕。雖然隨後2006年7月，律政司以涉及重大公罪利益為由提出上訴，但上訴法庭於同年9月20日宣布維持原判。同年10月，政府表示不會再就此向終審法院提出上訴〔性別人權協會 （页面存档备份，存于）〕。
由於法庭判處該法例違反平等權，法庭同時下令宣佈該法例只能約束16歲以下人士的同性肛交，以達至監管異性戀性行為的同樣要求。另外，由於「與21歲以下作同性肛交」的法律效力被法庭修訂，卻未被立法會修改當中的字眼，警方使用該法例作控罪時，警方雖然繼續在文件上使用「21歲」的字眼，但執行上卻不拘捕16歲以上的人士; 否則，警員便會違反法庭手令，有機會被判處藐視法庭，而受影響人士，亦可透過民事案件的形式，向警方申索合理的賠償。在2007年11月保安局表示法律改革委員會已經成立小組檢討同性戀的性罪行。
- 被判有罪：一名17歲男子被控與一名15歲男童於2006年2月至12月期間非法肛交。雖然前者辯稱是在得到對方的同意下而進行，但仍於2007年11月15日，被高等法院以與21歲以下同性肛交（刑例第118C條）及非禮的罪名，判入獄二十個月。〔大公報、蘋果日報、明報 （页面存档备份，存于）〕【案件編號：HCCC139/07】
- 被判有罪：一名27歲男子被控與一名13歲男童於2007年4月期間非法肛交。在2008年6月，前者與21歲以下人士肛交（刑例第118C條）及向16歲兒童作出嚴重猥褻行為罪成，在高等法院被判入獄三十個月。[27]【案件編號：HCCC91/2008】
- 被判無罪：一名30歲男子與一名20歲男子同時被控於2004年4月，於停泊在路面上的私家車內進行肛交，屬非私下作出同性肛交（刑例第118F條）。不過，裁判法院法官認為條文針對男同性戀者，並非性別中立，故屬違憲，二人獲撤銷控罪。律政司不服，先後向上訴庭及終審法院上訴，最後終審法院於2007年7月仍裁定條例違反《基本法》及《人權法》，二人被判無罪釋放。 〔人民網〕【案件編號：HCCC91/08】
- 沒有被捕：一名34歲男子與一名20歲（但向對方假稱25歲）男子於2007年6月進行肛交，其後後者指前者與未成年同性肛交屬犯法，於是恐嚇前者並成功勒索其金錢。前者最後報警，後者以勒索罪等被補， 前者則因同性肛交罪已被判違憲，而被指未曾觸犯有關罪行。於2007年11月28日，後者被區域法院以多項勒索罪名，判入獄3年。〔明報 （页面存档备份，存于）、文匯報 （页面存档备份，存于）〕【案件編號：DCCC768/07】

2013年12月，香港律政司向立法會提交文件，表示會在稍後刊憲的《二〇一四年成文法（雜項規定）條例草案》中，正式修訂有關條文，該草案亦會作出多項技術性修訂。配合2005年法院作出的違憲判決，將同性肛交的年齡限制正式改在16歲。(蘋果日報 （页面存档备份，存于）)

### 澳門
據澳門《刑法典》第166條及第168條，與14歲以下未成年人或兒童肛交屬違法，會分別被判最高10年（與14歲以下兒童肛交者）及4年徒刑（與14至16歲末成年人肛交者）。但條例無說明17歲以下人士的一方是否違法。

### 臺灣
台湾目前並沒有任何禁止同性間合意發生性行為的法律。就肛交而言，依據《中華民國刑法》第10條之規定，肛交亦屬於性交之一種，倘若以強暴、脅迫、恐嚇或其他違反他人意願之方法而與他人從事肛交行為，將會觸犯該法第221條之規定，可處三年以上，十年以下的有期徒刑。另外，《中華民國刑法》以及《兒童及少年性剝削防制條例》，有針對與未成年性交的情況作出特別規定，肛交因為屬於性交之一種，當然亦在此二法的規範之下。

### 新加坡
新加坡於2007年10月廢除《新加坡刑法》新加坡刑法第377條，異性肛交等從此不犯法。不過，新加坡刑法第377A條仍然生效，規定同性肛交和口交等為違法，可被判處2年監禁。
2007年時新加坡政府雖保留了377A條文，但也不主動執法。已有人不僅一次在法庭上對第377A條文提出挑戰，指條文違反了憲法。雖然到目前為止，還沒有人挑戰成功，但在法庭最近一次的裁決之後，律政部長和總檢察長的意見是，倘若日後再受到挑戰，第377A條文將面臨被推翻的重大風險，其中的依據是它違反了憲法關於平等保護的規定。基於這些原因，新加坡政府將廢除第377A條文。
在2022年8月，新加坡總理李顯龍宣布，政府將廢除刑法第377A節條文，不再把男性之間的性行為列為違法。
在2022年11月29日，新加坡國會三讀通過廢除刑事法典第377節A條文，刑事法典修正案共獲得93名議員贊成，三人反對。

### 泰國
泰國已於1956年把肛交非刑事化。

### 马来西亚
在《马来西亚刑事法典》（英語：Laws of Malaysia - Penal Code）第377条文里，肛交被认为是悖軌的性行为，任何肛交的行为均属违法。一旦肛交罪成立，罪犯可被判处有期徒刑五年至二十年，并可處鞭刑。知名的官員安華，就因被指控此罪而多次入獄，雖然安華堅持否認此項指控，並堅稱自己是異性戀者。

### 日本
從前在日本，於1872年（明治5年）頒布的《雞姦律條例》及1873年（明治6年）頒布的《改定律例》，將男性之間的性行為視為犯罪並會處以懲罰。不過有關的規定在1880年（明治13年）頒布的刑法消失。以後日本並無關於同性性行為的法律。關於性行為有《賣春防止法 （页面存档备份，存于）（日語）》規範，而18歲以下兒童在性方面的權益受「有關兒童買春、兒童色情等相關行為的處罰及兒童保護等的法律 （页面存档备份，存于）（日語）」保護。

### 南韓
在南韓，彼此同意下的同性性行為不違法。不過軍事刑法上，同性間的性行為會被視為性騷擾，可被判刑1年。

### 美国
在美国，性悖轨法在美军以外是一个州权事物而不是一个联邦事物。在1960年早期，肛交的惩罚措施根据州的不同，有2到10年监禁和/或最高2000美元罚金不等。在1962年，由美国法律协会推出的模范刑法典建议所有的州废除对双方自愿的肛交惩罚，而伊利诺伊州成为了第一个废除有关法律的地区。在2002年最高法院通过劳伦斯诉德克萨斯州案废除全部性悖轨法以前，已经有36个州废除了性悖轨法。
然而，美军的情况有所不同。由于“军队是一个在需要的时候与平民完全隔离的社会”，美军的性悖轨法依然有效。统一军法典第125条并未因劳伦斯诉德克萨斯州案被完全废除。美国军事上诉法庭承认劳伦斯诉德克萨斯州一案适用于军法第125条。然而，在美国诉史提华和美国诉马尔科母一案中，法院虽然判决“（该被告人的）行为符合最高法院所规定的自由利益”，却继续说明虽然劳伦斯案可以适用于军法系统，125条仍然可以在“军队独特的情况”下在任何劳伦斯案所保护的自由外适用。这些自由的例子有：为军队所禁止的等级之间的过分亲密、公开性行为、或者任何有可能影响正常秩序和纪律的行为。在劳伦斯案之后，仍有如美国诉米诺和美国诉布拉克等双方同意的肛交仍被定罪的情况。

### 法國
自從法國大革命後，法國並沒有懲罰在私人場所的足夠年齡的成人間的自願的同性性行為。但是當時的承諾年齡是21歲，比異性性行為的承諾年齡要大。這種情況持續到1981年。
1960年，由Paul Mirguet提出的議會修正案中，把同性戀列為“反社會風俗”（social scourges）中的一種，並與酗酒和賣淫一起受到懲處。這使得政府對於公共場合的同性性行為加大了處罰力度。同性戀或易裝者也是警方壓制的對象。
1982年，在密特朗總統時期，針對同性戀的措施被廢除。現在的法國法律平等地對待同性和異性性行為。

### 德國
德國刑事法第175條禁止“男性間合意的同性性行爲”，這個條款在1969年放寬到21歲這個承諾年齡，1973年更放寬到18歲，並最終于1994年廢止。

## 參註
1. ↑  .   [2017-04-16]. （原始内容存档于2020-11-06）. sodomy，「性悖軌」一詞是參考張志維1996年中外文學第289期中的譯法。Sodomy一般指的是肛交，原意專指男性和男性之間的肛交，在古代是宗教上的處罰行為，sodomy law的出發點也是為了定罪於男同性戀，但制定法律需要一些說辭，因此從教會觀點羅織某些性行為是悖離常軌、不自然（違反生殖原則）的...而且不只存在同性、也可能存在異性、夫妻之間
2. ↑  Andrew Sullivan. . The New Republic. 2003  [2017-05-04]. （原始内容存档于2021-03-06）. It's worth noting, then, that from the very beginning sodomy and homosexuality were two categorically separate things. The correct definition of sodomy--then and now--is simply non-procreative sex, whether practiced by heterosexuals or homosexuals. It includes oral sex, masturbation, mutual masturbation, contraceptive sex, coitus interruptus, and anal sex--any sex in which semen does not find its way into a uterus. So it's perhaps unsurprising that Jordan's research doesn't discover the actual nouns "sodomy" and "sodomite" until the eleventh century. The first and most influential polemic against it was the hermit monk Peter Damian's Book of Gomorrah. Given the period's expansive definition of sodomy (it did, after all, include masturbation), it's not surprising that Damian believed it was rife. But his particular fixation--which has persisted in religious teachings ever since--is with same-sex male sodomy.
3. ↑  Quibian Salazar-Moreno. .   [2018-11-09]. （原始内容存档于2021-10-09）. Up until 1962, sodomy was considered a felony and, in some states, oral sex, adultery and masturbation fell under the sodomy laws.
4. ↑  Francis Mark Mondimore. . 1996  [2017-05-04]. （原始内容存档于2021-03-06）. According to some medieval writers, heterosexual intercourse in other than male-superior position was an act of sodomy because the chances of conception were thought to be lessened...Not all medieval theologians relied on the litmus test of procreative potential to classify sexual sins, however. Many regarded sex between Christians and Jews or between Christians and Muslims as sodomy-even potentially procreative sexual acts could be forbidden if improper partners were involved.
5. ↑  .   [2019-09-15]. （原始内容存档于2020-11-06）. sodomy，「性悖軌」一詞是參考張志維1996年中外文學第289期中的譯法。Sodomy一般指的是肛交，原意專指男性和男性之間的肛交，在古代是宗教上的處罰行為，sodomy law的出發點也是為了定罪於男同性戀，但制定法律需要一些說辭，因此從教會觀點羅織某些性行為是悖離常軌、不自然（違反生殖原則）的...而且不只存在同性、也可能存在異性、夫妻之間
6. ↑  Colin Sumner. . John Wiley & Sons. 2008: 310–320  [September 21, 2013]. ISBN 0470998954. （原始内容存档于2016-09-01）.
7. ↑  Sullivan, Andrew. . The New Republic. March 24, 2003  [November 27, 2009]. （原始内容存档于2010-07-02）. Since the laws had rarely been enforced against heterosexuals, there was no sense of urgency about their repeal. (Or Sullivan, Andrew. . The New Republic. 2003-03-24, 228 (11).)
8. ↑  Nicholas C. Edsall. . University of Virginia Press. 2006: 3–4  [September 21, 2013]. ISBN 0813925436. （原始内容存档于2020-12-15）.
9. 1 2 3  Andrew Sullivan. . The New Republic. 2003  [2019-09-15]. （原始内容存档于2021-03-06）. It's worth noting, then, that from the very beginning sodomy and homosexuality were two categorically separate things. The correct definition of sodomy--then and now--is simply non-procreative sex, whether practiced by heterosexuals or homosexuals. It includes oral sex, masturbation, mutual masturbation, contraceptive sex, coitus interruptus, and anal sex--any sex in which semen does not find its way into a uterus. So it's perhaps unsurprising that Jordan's research doesn't discover the actual nouns "sodomy" and "sodomite" until the eleventh century. The first and most influential polemic against it was the hermit monk Peter Damian's Book of Gomorrah. Given the period's expansive definition of sodomy (it did, after all, include masturbation), it's not surprising that Damian believed it was rife. But his particular fixation--which has persisted in religious teachings ever since--is with same-sex male sodomy.
10. ↑  Quibian Salazar-Moreno. .   [2019-09-15]. （原始内容存档于2021-10-09）. Up until 1962, sodomy was considered a felony and, in some states, oral sex, adultery and masturbation fell under the sodomy laws.
11. ↑  J. D. Douglas, Merrill C. Tenney. . Zondervan. 2011: 1584 pages  [September 21, 2013]. ISBN 0310492351. （原始内容存档于2016-09-01）.
12. ↑  Carbery, Graham.  (PDF) 2nd. Australian Lesbian and Gay Archives Inc. 2010  [2017-05-03]. （原始内容存档 (PDF)于2019-03-05）.
13. ↑  .   [2015-03-10]. （原始内容存档于2017-08-14）.
14. ↑  Burke, Gail. . ABC News. Australian Broadcasting Corporation. 2016-09-15  [2016-09-17]. （原始内容存档于2018-09-08） （澳大利亚英语）.
15. ↑  Criminal Code, 1892, SC 1892, c 29
16. ↑  .   [2017-05-01]. （原始内容存档于2021-02-24）.
17. ↑   CXV, 1968–69
18. ↑  Pierre Trudeau. . Canadian Broadcasting Corporation. 1967-12-21  [2008-04-15]. （原始内容存档于2011-05-21）.
19. ↑  An Act to amend the Criminal Code and the Canada Evidence Act, R.S.C. 1985 (3d Supp.), c. 19.
20. ↑  . Department of Justice Canada. 2012-04-23  [2012-04-29]. （原始内容存档于2019-04-05）.
21. ↑  .   [2017-05-01]. （原始内容存档于2021-03-11）.
22. ↑  .   [2015-03-10]. （原始内容存档于2016-01-14）.
23. ↑  .   [2016-06-12]. （原始内容存档于2016-01-14）.
24. ↑  . 2007-05-02  [2016-06-12]. （原始内容存档于2016-08-09）.
25. ↑  . 2011-02-11  [2016-06-12]. （原始内容存档于2016-08-09）.
26. ↑  . 2016-11-15  [2016-11-15]. （原始内容存档于2017-05-03）.
27. ↑  .   [2017-02-26]. （原始内容存档于2017-02-27）.
28. ↑  Gilleland, Don. . Florida Today (Melbourne, Florida). 2013-01-03: 9A. （原始内容存档于2015-09-24）.
29. ↑  Canaday, Margot. . The Nation. 2008-09-03  [2014-02-07]. （原始内容存档于2014-01-26）.
30. ↑  Boston College: Parker v. Levy (1974) （页面存档备份，存于）. Retrieved August 16, 2010.
31. ↑  U.S. Court of Appeals for the Armed Forces: U.S. v. Stirewalt, September 29, 2004 （页面存档备份，存于）. Retrieved August 16, 2010.
32. 1 2  U.S. Court of Appeals for the Armed Forces: U.S. v. Marcum, August 23, 2004 （页面存档备份，存于）. Retrieved August 16, 2010.
33. ↑  SodomyLaws.org: US v. Bullock (2004) （页面存档备份，存于）. Retrieved August 16, 2010.